# Félix IV
Pour les articles homonymes, voir Saint Félix.
Félix IV (ou Félix III, Félix II ayant été déclaré antipape), est le 54e évêque de Rome de l'Église catholique. Il gouverne l'Église du 12 juillet 526 jusqu'à sa mort le 22 septembre 530. Il est le candidat choisi par le roi Ostrogoth Théodoric le Grand, qui a emprisonné son prédécesseur, Jean Ier.

## Biographie

### Influence des rois Goths

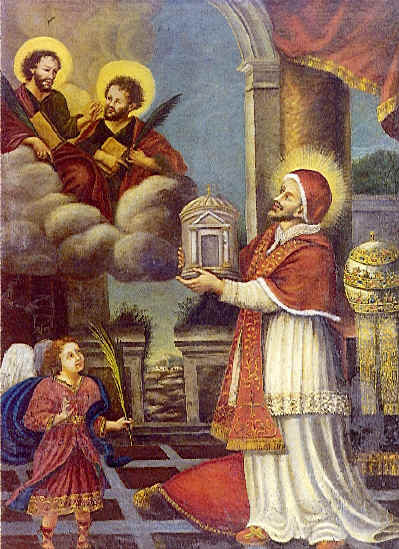
École toscane, Le pape Félix présente leur église aux saints Cosme et Damien, début XVIIe siècle.

Le 18 mai 526, le pape Jean Ier meurt en prison à Ravenne de mauvais traitements, après avoir accompli une mission diplomatique à Constantinople, victime des soupçons de Théodoric le Grand, roi ostrogoth d'Italie de foi arienne. Lorsque, sous l'influence du puissant monarque, le cardinal prêtre Felice del Sannio, originaire du Samnium en Italie centrale, et fils d'un certain Castorio, est présenté à Rome comme successeur de Jean, le clergé et les laïcs se plient au désir du souverain et le choisissent comme pape,. Félix faisait partie de la délégation envoyée à Constantinople par Hormisdas. Il est consacré évêque de Rome le 12 juillet 526, près de deux mois après la mort de son prédécesseur. La faveur de Félix aux yeux du roi lui permet de faire pression pour obtenir de plus grands bénéfices pour l'Église,.
Le 30 août 526, Théodoric meurt, permettant à Félix de poursuivre tranquillement sa propre politique. Son neveu Athalaric étant mineur, la régence est assumée par Amalasonte, fille de Théodoric et bien disposée envers les catholiques, avec lesquels le pape entretient de bonnes relations, comme en témoignent les donations faites à la papauté par la reine, puis le roi. La reine fait don à l'Église de deux anciens bâtiments situés dans le forum romain (Rome), le temple de Romulus et la bibliothèque adjacente du forum de la Paix. Félix les transforme en la basilique Santi Cosma e Damiano, qui existe toujours et où une mosaïque le représente dans l'abside,,,, complètement restaurée au XVIIe siècle. C'est la première basilique de Rome dédiée aux saints orientaux, peut-être la marque de la relation positive que le pape réussit à entretenir même avec le parti favorable à l'empire byzantin ; Ferdinand Gregorovius observe qu'« il s'agissait peut-être d'une courtoisie diplomatique envers l'empereur orthodoxe, avec lequel l'Église romaine entretenait alors des relations amicales ». 
Toujours à la suite des heureuses relations avec la cour, un édit royal, rédigé par Cassiodore dans le plus grand respect de l'autorité papale, confirme l'ancienne coutume selon laquelle toute accusation civile ou pénale portée par un laïc contre un membre du clergé devait être soumis au pape ou à un tribunal ecclésiastique nommé par lui. Une amende de dix livres d'or est instituée pour quiconque contreviendrait à cette règle, dont le produit doit être distribué par le pape aux pauvres. Ferdinand Gregorovius souligne en outre que : « ...la conception de ce privilège peut être considérée comme le présupposé de l'exemption du clergé du tribunal séculier et la base de sa future force politique. ».

### Politique intérieure
Le clergé romain se plaint auprès du nouveau souverain de l'usurpation de ses privilèges par le pouvoir civil.
Dans une lettre adressée à l'évêque d'Arles, Césaire d'Arles, Félix approuve la pratique d'examiner les laïcs désireux d'être ordonnés prêtres, tout comme il stigmatise la pratique des prêtres retournant à la vie laïque,.
Félix consacre pas moins de trente-neuf évêques au cours de son court mandat de quatre ans et ordonne de nombreux prêtres, ce qui est peut-être le signe d'une tentative de renouveler le clergé romain.

### Semi-pélagisme
Le semi-pélagianisme adoucit les positions de Pélage, mais il privilégie tout de même la volonté, expression de la liberté humaine, sur la grâce, qui a pour source l'intervention de Dieu. Qui sauve l'Homme ? Sa propre volonté ou la grâce divine ? Un des grands débats des débuts du Christianisme, auquel l'Église répond avec fermeté que le salut n'est que don de Dieu.
Félix prend également position dans le conflit dit semi-pélagien, qui a éclaté dans le sud de la Gaule à propos de la nature de la Grâce divine. Il envoie aux évêques de ces lieux une série de Capitules sur la grâce et le libre arbitre, préparés sur la base des Saintes Écritures et des textes des Pères de l'Église, en majorité extraits de textes d'Augustin d'Hippone,. Les Capitules sont publiées comme canons par le deuxième concile d'Orange (529). De plus, Félix approuve le travail de Césaire d'Arles contre Fauste de Riez sur la grâce et le libre arbitre (De gratia et libero ordinitorio) en réponse à une demande de Fauste de Riez sur l'opposition au semi-pélagianisme. À ce titre, il approuve les enseignements du concile d'Orange, qui explique également le péché originel,,. Ces propositions doctrinales mettent fin à la controverse pélagienne.

### Succession papale

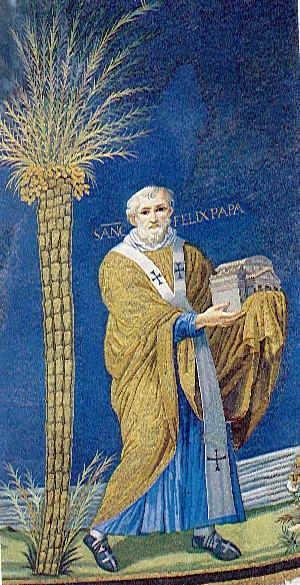
Mosaïque de Félix IV dans la basilique Santi Cosma e Damiano, Rome, 527–530.

Tombé gravement malade en 530, Félix, inquiet des dissensions politiques des Romains, dont beaucoup penchent pour les intérêts de Byzance, tandis que d'autres soutiennent le roi goth, veut tenter d'assurer une nouvelle période de paix à l'Église de Rome en désignant son successeur. En présence du clergé et du sénat romain, il remet son pallium à l'archidiacre Boniface, informe officiellement le peuple et la cour de Ravenne de son choix et menace d'excommunication quiconque contesterait son choix. S'il s'était miraculeusement rétabli, Boniface aurait dû lui rendre son pallium. Le Sénat, de son côté, interdit les contestations sur le successeur du pape du vivant de celui-ci, sous peine d'exil et de confiscation des biens.
Dans cette décision (qui dans le droit canonique moderne est inconstitutionnelle et illégitime), compréhensible à cause du rôle de plus en plus fort joué par les empereur et rois dans le choix des papes, Félix utilise ce qui avait été établi par le pape Symmaque lors du synode de Rome en 499, dans lequel il est établi que chaque pontife peut choisir son successeur et que l'Église entière doit suivre ses instructions ; ce n'est que si le Pape meurt sans avoir indiqué personne que l'Église peut procéder à des élections libres. Symmaque voulait que cette règle évite des schismes et des divisions comme ceux qui se produisirent après son élection, et comme cela se produisit, malgré la désignation, après la mort de Félix, lorsque la majorité du clergé, n'approuvant pas le choix du pape, élit Dioscore. Comme Symmaque, Félix s'inspire également de saint Pierre et des tout premiers papes, qui nommaient eux-mêmes celui qui devait leur succéder comme pontife. Le schisme se produit quand même, car le Sénat et le peuple n'auraient jamais accepté la privation du droit d'élire le pape.
Il était arrivé dans le passé que le pape, sur son lit de mort, donne des conseils sur qui devait lui succéder, mais Félix IV, donnant à cette désignation le caractère d'une véritable investiture, démontre qu'il prend très peu en compte le principe électif du pontife.
Félix IV meurt le 22 septembre 530 et lors de l'élection papale qui suit, ses indications sont farouchement attaquées.

### Autres événements marquants du pontificat
Le pontificat de Félix IV est marqué par trois faits importants :
L'un est symbolique : il s'agit de la fermeture de l'école philosophique d'Athènes, la prestigieuse Académie fondée par Platon. Désormais la culture grecque ne sera plus transmise principalement que par les moines, jusqu'à la Renaissance.
Le second ouvre des perspectives considérables à la christianisation en profondeur de l'Europe occidentale. Benoît de Nursie (480–547) fonde le monastère du Mont-Cassin en Italie. La règle de saint Benoît repose sur la prière, la lecture d'ouvrages pieux et le travail manuel: « Ora et labora » (« prie et travaille »). La communauté des laïcs qui se font moines vit de son propre travail. Le monachisme, apparu en Orient, se répand en Occident. La fondation du monastère de Lérins en 410 en était un signe avant-coureur.
Le troisième est son soutien à saint Théodose le Cénobiarque dans son opposition au monophysisme, préconisé par l'empereur Anastase Ier dans les Églises d'Orient.

## Vénération et culte
Félix IV est fêté le 12 octobre selon le Martyrologe romain,, mais sa fête peut être déplacée au 22 septembre ou localement le 12 juillet ou le 31 janvier.